# Паджраб
Паджраб (дари پجرب) — кишлак на северо-востоке Афганистана, в вилаяте (провинции) Бадахшан. Входит в состав района Вахан.

## Географическое положение
Паджраб расположен на северо-востоке Бадахшана, в высокогорной местности, на левом берегу реки Вахандарьи, на расстоянии приблизительно 231 километра к востоку от города Файзабада, административного центра вилаята. Абсолютная высота — 3167 метров над уровнем моря. Ближайшие населённые пункты — кишлак Арча (выше по течению Вахандарьи), кишлак Юр (ниже по течению Вахандарьи).

## Население
В национальном составе преобладают ваханцы.